# 蒂安卡迪
蒂安卡迪（法語：Tiankadi），是馬里的城鎮，位於該國南部，由錫卡索區的錫卡索省負責管轄，面積70平方公里，海拔高度421米，2009年人口4,674，人口密度每平方公里67人。